# Vier koninkrijken van Daniël

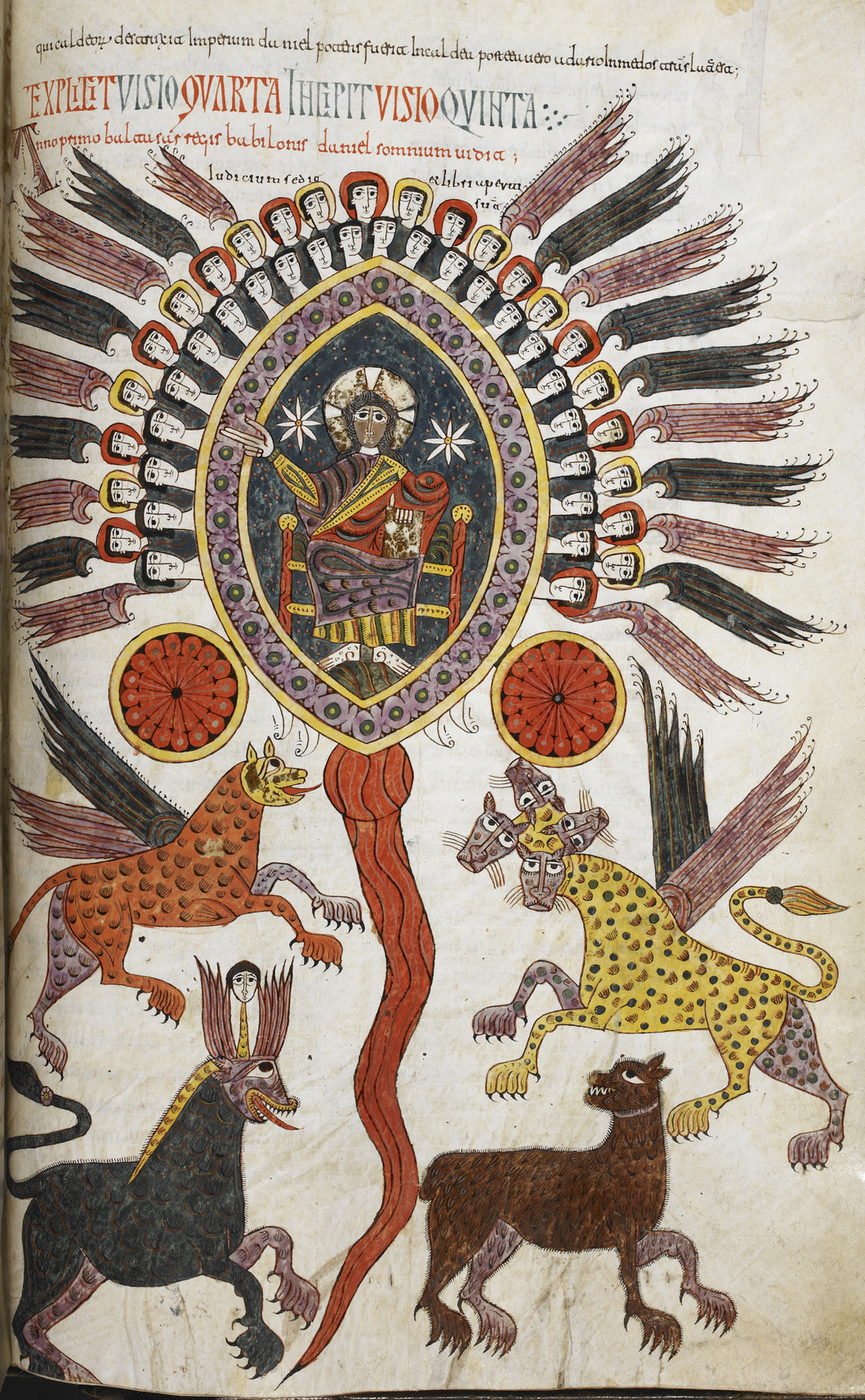
Daniel 7 - de vier beesten

De vier koninkrijken van Daniël zijn de vier koninkrijken die volgens Daniël aan de eindtijd en het koninkrijk van God zouden voorafgaan. De interpretatie hiervan wordt ook wel vierrijkenleer genoemd en lag ten grondslag aan de translatio imperii, het middeleeuwse idee dat het Romeins keizerschap wordt overgedragen van het ene volk op het andere.

## Historische achtergrond
Het boek Daniël is ontstaan uit een verzameling legenden die circuleerden in de Joodse gemeenschap in Babylon en Mesopotamië in de Perzische en vroeg-hellenistische periode (5e tot 3e eeuw v.Chr), die werden aangevuld met de visioenen in hoofdstuk 7-12 in de periode van de Makkabeeën (midden 2e eeuw v.Chr. tot midden 2e eeuw n.Chr.).
Het thema "vier koninkrijken" komt expliciet voor in Daniël 2 en Daniël 7, en is impliciet aanwezig in de beeldspraak van Daniël 8. Daniëls concept van vier opeenvolgende rijken is ontleend aan Griekse theorieën over de mythologische geschiedenis. De symboliek van vier metalen in het beeld in hoofdstuk 2 is ontleend aan Perzische geschriften, terwijl de vier "beesten uit de zee" in hoofdstuk 7 Hosea 13:7-8 weerspiegelen, waarin God dreigt dat hij voor Israël zal zijn zoals een leeuw, een luipaard, een beer of een wild beest.

## Daniël 2
Nebukadnezar II had een droom waar hij zeer ongerust door werd. Hij vroeg zijn magiërs, bezweerders, tovenaars en Chaldeeën hem te vertellen wat hij had gedroomd en wat dit betekende. Zij konden dit niet. Nebukadnezar dreigde al zijn adviseurs te doden als niemand hem zijn droom zou kunnen vertellen en uitleggen (Daniël 2:1-12). Daniël vreesde dat hij en zijn vrienden hierdoor gevaar liepen en vroeg de koning uitstel, zodat hij de droom zou kunnen verklaren (Daniël 2:13-18).
God legde Daniël de droom uit in een nachtelijk visioen (Daniël 2:19). Daniël vertelde vervolgens aan de koning waarvan hij had gedroomd: de koning droomde over een ontzagwekkend standbeeld met een hoofd van goud, een borst van zilver, een buik van brons, benen van ijzer en voeten van ijzer en leem. Er kwam een steen, zonder menselijk toedoen, die het standbeeld volledig vernietigde, waarna de steen groeide tot een berg die de hele aarde bedekte (Daniël 2:32-35).
Daniël zei dat Nebukadnezar het "gouden" hoofd was (Daniël 2:37-38). Na hem zouden zwakkere rijken komen: een zilveren rijk, een koperen rijk en een verdeeld ijzeren rijk. Daarna zou God een rijk laten opkomen dat in eeuwigheid zou bestaan (Daniël 2:39-45).

## Daniël 7

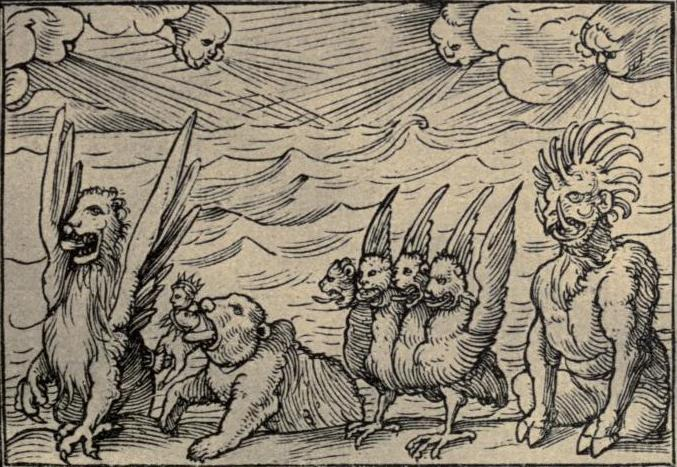
Illustratie van de vier beesten uit Daniël 7

In Daniël 7:1-9 staat dat Daniël droomde dat een hevige storm de grote zee geselde. Vier grote dieren rezen op uit het water, alle vier verschillend. 
1. Het eerste beest leek op een leeuw met adelaarsvleugels. Zijn vleugels werden uitgerukt, waardoor hij niet meer kon vliegen. Hij werd opgetild en op zijn voeten overeind gezet als een mens en kreeg het verstand van een mens.
2. Het tweede beest leek op een beer. Hij had zijn ene poot opgeheven en had drie ribben tussen zijn tanden. Een stem zei tegen dit beest: "Sta op! Eet veel vlees!"
3. Een beest als een luipaard met vier vleugels en vier koppen. Hem werd veel macht gegeven.
4. Een vierde beest, met grote ijzeren tanden en tien horens. Hij verscheurde zijn voedsel met zijn grote ijzeren tanden en het overige vertrapte hij onder zijn poten. Dit dier was heel anders dan de vorige dieren en had tien horens. Plotseling verscheen een andere kleine hoorn. Drie van de eerste horens werden ervoor uitgerukt. Deze kleine hoorn had ogen die leken op mensenogen en een mond die allerlei grootspraak uitsloeg.

Een engel legde Daniël uit dat de vier beesten vier koninkrijken afbeelden. Na deze koninkrijken zou Gods volk de macht krijgen en de wereld voor eeuwig regeren. Daniël vroeg wat het vierde beest betekende en de horens ervan. De engel zei dat het vierde beest een heel andere wereldmacht aanduidde. "Het zal de hele wereld verslinden en alles vertrappen en vernietigen." De tien horens betekenen tien koningen die het rijk zouden regeren. De hoorn die de drie andere horens wegdrukte, is een koning die drie andere koningen ten val brengt. "Hij zal tekeer gaan tegen God, de Allerhoogste, en zijn heiligen achtervolgen. Hij zal proberen alle wetten, regels en gebruiken te veranderen. Drieënhalf jaar lang zullen de heiligen aan zijn grillen worden overgeleverd. Maar dan zal er een rechtszitting zijn en hem zal zijn macht ontnomen worden, hij zal voor eeuwig vernietigd worden." Na deze koning zullen alle naties hun macht kwijtraken aan het heilige volk van God. Dan zal Hij voor eeuwig heersen over alles en iedereen.

## Interpretatie
In zowel het jodendom als het christendom werden deze rijken als volgt geïnterpreteerd:
| Daniël 2 | Daniël 7           | Interpretatie                                               | Aanvullend |
| -------- | ------------------ | ----------------------------------------------------------- | --- |
| Goud     | Leeuw met vleugels | Nieuw-Babylonische Rijk van Nebukadnezar II, 605-562 v.Chr. | |
| Zilver   | Beer               | Perzische Rijk, 550-330 v.Chr.                              | De betekenis van de ribben wijst mogelijk op het verzet van drie provincies die in opstand kwamen tegen het Perzische rijk. De ribben kunnen tevens ook drie koningen betekenen die uit Perzië zullen opstaan (Cyrus II de Grote, Ahasveros en Darius III). Nog een andere interpretatie is dat de drie ribben staan voor de volken die het heeft veroverd (Lydië, Babylonië en Egypte). |
| Koper    | Luipaard           | Macedonische rijk van Alexander de Grote, 336-323 v.Chr.    | De vier vleugels en de vier hoofden zijn beelden van de heersers die Alexander de Grote na zijn dood heeft aangesteld. |
| IJzer    | Vierde beest       | Romeinse rijk, tot 476 n.Chr.                               | De consensus is dat de kleine hoorn een afbeelding was van Antiochus IV Epiphanes. |

### Christendom
In het verhaal in Daniël wordt beschreven hoe na deze vier aardse koninkrijken het vijfde koninkrijk komt, waarin God zal regeren. In het christendom ontstond de interpretatie dat dit duidde op het Koninkrijk van God met Jezus Christus als koning. Na de ondergang van het West-Romeinse Rijk, dat volgens velen in 476 was "gevallen" met de afzetting van keizer Romulus Augustulus door Odoaker, was dit nog moeilijk houdbaar, aangezien het koninkrijk van God niet gekomen was. Aan het Karolingische hof stelden geleerden echter dat er geen einde was gekomen aan het Romeinse Rijk, maar dat dit via het Byzantijnse Rijk over was gegaan op Karel de Grote. Tenslotte was Clovis I al in 507 door de Byzantijnse keizer Anastasius I tot consul benoemd, en zijn afstammeling Karel de Grote liet zich in 800 tot keizer kronen door paus Leo III (die dit volgens de tweezwaardenleer en/of de Donatio Constantini meende te mogen doen), en in 812 heeft Byzantium na veel diplomatie met tegenzin het hernieuwde westerse keizerschap ook erkend. Dit is de leer van de translatio imperii Romani. Na het uiteenvallen van het Karolingische Rijk in de 9e eeuw trachtten de Duitse Ottonen beschouwd als de voortzetters van het Romeinse Rijk, waarbij de paus een steeds belangrijker rol kreeg in de bevestiging daarvan. Keizer Otto I de Grote begon deze traditie in 962 door zich door paus Johannes XII te laten kronen tot keizer wat later het Heilige Roomse Rijk zou worden genoemd.
Otto van Freising zag in zijn kroniek Chronica sive Historia de duabus civitatibus (1146) de overgang van het Romeinse Rijk via de Grieken - het Byzantijnse Rijk - naar de Franken - het Frankische Rijk - op de Longobarden naar de Duitse Franken - het Heilige Roomse Rijk.
Chrétien de Troyes zag in zijn gedicht Cligès (1176) juist Frankrijk als opvolger van Rome en daarvoor Griekenland.
Richard de Bury zag in de veertiende eeuw Engeland, via Frankrijk, weer als opvolger van het Romeinse Rijk.
In protestantse kringen ontstond hierdoor later de verwachting dat dit vierde rijk spoedig zou eindigen en een nieuw tijdperk zou aanbreken. De Vijfde monarchisten meenden dat in het jaar 1666 de Vijfde Monarchie zou aanbreken en wilden ook politieke maatregelen nemen om de mensen op de komst van het Godsrijk voor te bereiden.
Vooral in eindtijdbewegingen wordt het ijzer en klei in het verhaal gezien als een nog onvervulde profetie, die uitkomt in de eindtijd. Zo geloven Jehova's getuigen dat de tenen van ijzer en klei Engeland en de Verenigde Staten afbeelden.